# Sebastián Coates
Artikeln följer den spanska namnseden; faderns efternamn är Coates och moderns efternamn Nión.
Sebastián Coates Nión, född 7 oktober 1990 i Montevideo, är en uruguayansk fotbollsspelare (mittback) som spelar för Nacional. Även kallad Luganito (lille Lugano) efter Uruguays lagkapten Diego Lugano.

## Klubblagskarriär

### Nacional
Coates kom till klubben som 11-åring och fick debutera sju år senare mot CA Bella Vista, för att i premiären utses till matchens lirare av tidningen El Pais. Därefter spelade han varje match (med undantag för avstängning och landskampsspel) vilket resulterade i sex mål och 67 ligamatcher. Coates blev utsedd till årets fynd när Nacional vann ligan 2008/09 och sedan årets spelare och årets back när man återigen vann ligan 2010/11. 

### Liverpool
Precis innan 'deadline day' den 30 augusti 2011, efter att ha fått sitt arbetstillstånd beviljat samt genomgått den obligatoriska läkarundersökningen, valde Sebastián Coates att skriva på för Liverpool FC sedan bland annat storsatsande Manchester City visat sent intresse för den unge backtalangen. Han blev där klubbkamrat med landslagskollegan från succélaget i Copa América 2011, Luis Suárez. Affären uppges ha kostat klubben runt £6,5 miljoner. Inför Premier League-säsongen 2014-2015 lånades Coates ut till Sunderland AFC.

### Återkomst i Nacional
I juli 2024 blev Coates klar för en återkomst i Nacional.

### Klubbstatistik
| Klubb                                                  | Säsong            | Inhemsk liga      | Inhemsk liga | Inhemsk liga | Nat. täv. | Nat. täv. | Internat. täv. | Internat. täv. | Totalt | Totalt |
| Klubb                                                  | Säsong            | Serie             | SM           | Mål          | SM        | Mål       | SM             | Mål            | SM     | Mål    |
| ------------------------------------------------------ | ----------------- | ----------------- | ------------ | ------------ | --------- | --------- | -------------- | -------------- | ------ | ------ |
| Nacional                                               | 2008–09           | 1a División       | 0+11         | 0+3          | 0         | 0         | 5              | 1              | 16     | 4      |
| Nacional                                               | 2009–10           | 1a División       | 12+16        | 2+0          | 8         | 0         | 8              | 1              | 44     | 3      |
| Nacional                                               | 2010–11           | 1a División       | 13+14        | 1+0          | 0         | 0         | 5              | 0              | 32     | 1      |
| Nacional                                               | 2011–12           | 1a División       | 1            | 0            | 0         | 0         | 0              | 0              | 1      | 0      |
| Nacional                                               | Totalt i klubblag | Totalt i klubblag | 67           | 6            | 8         | 0         | 18             | 2              | 93     | 8      |
| Liverpool                                              | 2011–12           | Premier League    | 7            | 1            | 2+3       | 0         | 0              | 0              | 12     | 1      |
| Liverpool                                              | 2012–13           | Premier League    | 3            | 0            | 2+2       | 0         | 3              | 1              | 10     | 1      |
| Liverpool                                              | Totalt i klubblag | Totalt i klubblag | 10           | 1            | 9         | 0         | 3              | 1              | 22     | 2      |
| Antal matcher och mål är korrekt per den 18 mars, 2013 |                   |                   |              |              |           |           |                |                |        |        |

## Landslagskarriär
Efter att ha spelat i Uruguays U20-landslag blev han för första gången uttagen i A-landslaget i CONMEBOL–CONCACAF playoff-matchen mot Costa Rica, där han dock ej blev inbytt. Han gjorde sin landslagsdebut mot Chile i Copa América 2011..Uruguay vann turneringen och Coates blev utnämnd till turneringens bäste unge spelare.

### Landslagsstatistik
| Kronologisk lista över spelade landskamper – Uruguay | Kronologisk lista över spelade landskamper – Uruguay | Kronologisk lista över spelade landskamper – Uruguay | Kronologisk lista över spelade landskamper – Uruguay | Kronologisk lista över spelade landskamper – Uruguay | Kronologisk lista över spelade landskamper – Uruguay | Kronologisk lista över spelade landskamper – Uruguay | Kronologisk lista över spelade landskamper – Uruguay | Kronologisk lista över spelade landskamper – Uruguay |
| Nr                                                   | Datum                                                | Spelplats                                            | Hemmalag                                             | Resultat                                             | Bortalag                                             | Mål                                                  | Evenemang                                            |                                                      |
| ---------------------------------------------------- | ---------------------------------------------------- | ---------------------------------------------------- | ---------------------------------------------------- | ---------------------------------------------------- | ---------------------------------------------------- | ---------------------------------------------------- | ---------------------------------------------------- | ---------------------------------------------------- |
| 1                                                    | 23/06/2011                                           | Rivera, Uruguay                                      | Uruguay                                              | 3 – 0                                                | Estland                                              |                                                      | Träningsmatch                                        |                                                      |
| 2                                                    | 08/07/2011                                           | Mendoza, Argentina                                   | Uruguay                                              | 1 – 1                                                | Chile                                                |                                                      | Copa América 2011 (Gruppspel)                        |                                                      |
| 3                                                    | 12/07/2011                                           | La Plata, Argentina                                  | Uruguay                                              | 1 – 0                                                | Mexiko                                               |                                                      | Copa América 2011 (Gruppspel)                        |                                                      |
| 4                                                    | 19/07/2011                                           | La Plata, Argentina                                  | Peru                                                 | 0 – 2                                                | Uruguay                                              |                                                      | Copa América 2011 (Semifinal)                        |                                                      |
| 5                                                    | 24/07/2011                                           | Buenos Aires, Argentina                              | Uruguay                                              | 3 – 0                                                | Paraguay                                             |                                                      | Copa América 2011 (Final)                            |                                                      |
| 6                                                    | 02/09/2011                                           | Charkiv, Ukraina                                     | Ukraina                                              | 2 – 3                                                | Uruguay                                              |                                                      | Träningsmatch                                        |                                                      |
| 7                                                    | 15/11/2011                                           | Rom, Italien                                         | Italien                                              | 0 – 1                                                | Uruguay                                              |                                                      | Träningsmatch                                        |                                                      |

## Meriter

### Klubblag
Nacional
- Primera División de Uruguay: 2008/2009, 2010/2011

 Liverpool FC
- Engelska Ligacupen 2011/2012

### Landslag
Uruguay
- Copa América 2011: Vinnare

### Individuellt
- Copa América Bäste unge spelare: 2011